# Networked Media Tank
Networked Media Tank (NMT) är ett slags nätverksanslutna mediespelare, som finns av flera slag och av olika tillverkare.
Följande företag tillverkar NMT-spelare:
- Syabas Technology
- Digitek
- Kaiboer
- eGreat
- Shenzhen Elektron